# دار أغزي
دار أغزي هي قرية في مقاطعة خدا أفرين، إيران. عدد سكان هذه القرية هو 68 في سنة 2006.